# プルンチット駅
プルンチット駅（プルンチットえき、タイ語:สถานีเพลินจิต）は、タイ王国、バンコク都パトゥムワン区にあるバンコク・スカイトレイン(BTS)の駅。プルンチット通り（東へ行くとスクムウィット通りに繋がる）の直上にある高架駅。駅番号は「E2」。

## 概要
駅周辺は、アメリカ、イギリス、オランダ、スイスなどの各国の大使館が立ち並んでいる。

## 駅構造

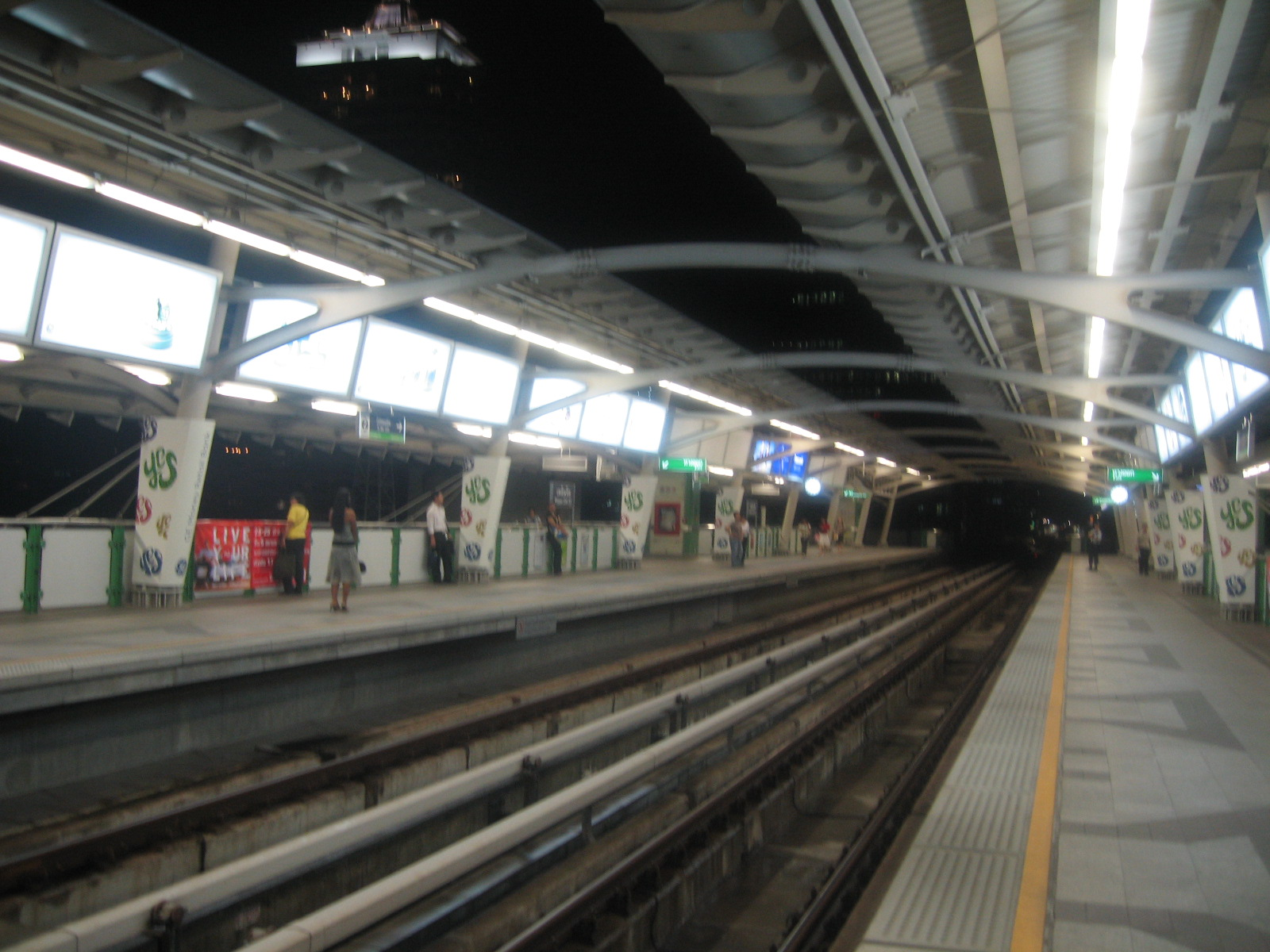
夜のプルンチット駅のホーム

相対式ホーム2面2線を有する高架駅である。

### 駅階層
| 3階                          |                                                  |                        |
| 相対式ホーム                 |                                                  |                        |
| 1番線・上り■スクムウィット線 | ナーナー・アソーク・オンヌット・ベーリング方面   |                        |
| 2番線・下り■スクムウィット線 | チットロム・サイアム・パヤータイ・モーチット方面 |                        |
| 相対式ホーム                 |                                                  |                        |
| 2階                          | コンコース                                       | 自動券売機、自動改札口 |
| 1階                          | 出入口                                           | プルーンチット通り     |

## 駅周辺
- JWマリオット・ホテル・バンコク

### ワイヤーレス通り（ウィタユー通り）
- アメリカ大使館
- イギリス大使館
- オランダ大使館
- スイス大使館
- ベトナム大使館
- スペイン大使館
- スイスホテル・ナイラートパーク・バンコク
  - 源氏（日本料理）
- オークラ プレステージバンコク（駅直結）
  - 山里（日本料理）
- プラザアテネバンコク，ロイヤルメリディアンホテル
- コンラッド・バンコク・ホテル
- セントラル・エンバシー（駅直結）
- アユタヤ銀行
- 横浜銀行バンコク駐在員事務所
- 水琴（日本料理）

#### CRCタワー
- 1F
  - スターバックス
- 2F
  - Peking Restaurants
- 3F
  - 鮨忠＆カーニバル